# Pedro Nuno
Pedro Nuno Fernandes Ferreira, plus communément appelé Pedro Nuno, né le 13 janvier 1995 à Buarcos au Portugal, est un footballeur portugais qui évolue au poste de milieu offensif au Korona Kielce.

## Biographie

### Débuts professionnels
Pedro Nuno est formé par l'Académica Coimbra, club avec lequel il fait ses débuts en professionnel le 16 août 2014, contre le Sporting CP, en championnat (1-1).
Le 14 décembre 2015, il inscrit son premier but en première division, lors de la réception de l'Os Belenenses (victoire 4-3). Il marque un total de quatre buts en championnat cette saison là.
Le 28 novembre 2016, Pedro Nuno signe un contrat de quatre ans avec le Benfica Lisbonne, il est toutefois prêté dans la foulée au CD Tondela.
Avec Tondela, il s'impose progressivement comme titulaire et inscrit quatre buts en première division, en deux saisons.

### Moreirense FC
Sans avoir joué un seul match avec Benfica, il est cédé au Moreirense FC le 9 juillet 2018. Il s'engage pour un contrat de trois saisons avec les verdes e brancos.
Lors de la saison 2018-2019, il inscrit cinq buts en championnat avec cette équipe.
En novembre 2020, Pedro Nuno se blesse gravement, victime d'une rupture du ligament croisé du genou droit, qui le tient éloigné des terrains pendant de longs mois et met dès lors un terme à sa saison.

### Adanaspor
Le 30 août 2022, Pedro Nuno rejoint la Turquie afin de s'engager en faveur de l'Adanaspor. Il signe un contrat d'une saison plus une supplémentaire en option.

### Sabail FK
Le 4 juillet 2023, Pedro Nuno rejoint le Sabail FK, en Azerbaïdjan. Il signe un contrat d'un an.

### Korona Kielce
Le 6 juillet 2024, Pedro Nuno prend la direction de la Pologne en s'engageant en faveur du Korona Kielce. Il signe un contrat d'un an avec une année supplémentaire en option.